# وست ۶۵
وست ۶۵ (انگلیسی: West 65) ساختمان اداری تجاری ۴۰ طبقه مستقر در شهر بلگراد، صربستان است.